# Yoreli Rincón
Hazleydi Yoreli Rincón Torres (sinh ngày 27 tháng 7 năm 1993) là một cầu thủ bóng đá người Colombia chơi cho câu lạc bộ Colombia Atlético Huila. Trước đây cô từng chơi bóng đá chuyên nghiệp cho các câu lạc bộ ở Brazil, Thụy Điển, Hoa Kỳ và Ý. Rincón ra mắt cho đội tuyển bóng đá nữ quốc gia Colombia năm 2010 và được đưa vào đội tuyển quốc gia trong kỳ thi Thế vận hội Mùa hè 2012, cũng như Giải vô địch bóng đá nữ thế giới 2011 và 2015.

## Quốc tế
Rincón chơi trong vai trò một tiền vệ cho đội bóng đá nữ quốc gia Colombia chính thức, ghi được năm bàn thắng và Colombia đã kết thúc với vị trí Á quân trong năm 2010 ở giải Sudamericano Femenino và giúp đội của mình đủ điều kiện tham gia Giải vô địch bóng đá nữ thế giới lần đầu tiên. Cô cũng từng chơi cho Colombia tại World Cup Nữ FIFA U17 2008 và vòng chung kết World Cup Bóng đá nữ 2010 U20.
Cô cũng được xếp trong đội hình đội tuyển Colombia tham gia Thế vận hội Mùa hè 2012. Colombia bị đánh bại trong cả ba trận đấu của đội khi huấn luyện viên của đội đã bỏ qua Rincón với lý do gây tranh cãi, cáo buộc cô đến giải đấu trong tình trạng tồi tệ. Rincón chơi tại giải vô địch bóng đá nữ thế giới thứ hai của cô vào năm 2015. Vào tháng 7 năm 2016, đội trưởng Rincón, "được coi là cầu thủ xuất sắc nhất Colombia", đã bị gãy chân và buộc phải rời khỏi Thế vận hội Mùa hè 2016.